# Guido Vincenzi
Guido Vincenzi (14 de juliol de 1932 - 14 d'agost de 1997) fou un futbolista italià. Va formar part de l'equip italià a la Copa del Món de 1954.